# Glycine réductase
La glycine réductase est une oxydoréductase qui catalyse la réaction :
Glycine + phosphate + thiorédoxine réduite → phosphate d'acétyle + NH3 + thiorédoxine oxydée + H2O
L'enzyme observée chez Eubacterium acidaminophilum est constituée de sous-unités A, B et C. La sous-unité B contient de la sélénocystéine et un résidu pyruvyle, fixe la glycine HOOC–CH2–NH2 et libère l'ammoniac NH3 ; la sous-unité A contient également de la glycine, est réduite par la thiorédoxine et produit un intermédiaire réactionnel utilisé par la sous-unité C pour produire le phosphate d'acétyle CH3COOPO3H2. Seule la sous-unité B distingue cette enzyme de la sarcosine réductase et de la bétaïne réductase.